# Bob Peck
Bob Peck (23. srpna 1945 – 4. dubna 1999) byl britský divadelní, televizní a filmový herec. Vystudoval Leeds College of Art a od roku 1972 vystupoval v různých televizních pořadech. Upozornil však na sebe i ve filmu, například v roce 1993 ve filmu Jurský park (jako správce parku Robert Muldoon). Zemřel na rakovinu ve věku 53 let.